# Apollonias
Аполлонія (Apollonias) — рід квіткових рослин родини лаврових. Рід містить до десяти видів вічнозелених дерев і чагарників в лаврових лісах. Поширені в основному на Макаронезійських островах та на Мадагаскарі.

## Види
Загальноприйняті види
- A. barbujana (синонім A.canariensis) Canary Laurel, Barbusano. Азорські острови, Канарські острови, архіпелаг Мадейра.
- також Apollonias arnottii (згідно з The Plant List і Catalogue of Life)

Інші види, які часом включають до роду Apollonias
- Apollonias arnottii. Індійські Західні Гати.
- Apollonias grandiflora (синонім Beilschmiedia velutina).
- Apollonias madagascariensis (синонім Beilschmiedia madagascariensis).
- Apollonias microphylla (синонім Beilschmiedia microphylla).
- Apollonias oppositifolia (синонім Beilschmiedia opposita). Voakoromanga. Мадагаскар.
- Apollonias sericea (синонім Beilschmiedia sericans).
- Apollonias velutina (синонім Beilschmiedia velutina).
- Apollonias zeylanica (синонім Beilschmiedia zeylanica).

| Листок дуба | Це незавершена стаття з ботаніки. Ви можете допомогти проєкту, виправивши або дописавши її. |